# Таджлы-хатун
Таджлы́-хату́н (тур. Taclı Hatun; fl. 1514—1515) — супруга последовательно персидского шаха Исмаила I, османского султана Селима I и поэта Таджизаде Джафера-челеби.

## Имя
Турецкий историк Недждет Сакаоглу в своей книге «Султанши этого имущества» называет её «Таджлы́-хату́н» (тур. Taclı Hatun). Турецкий историк Чагатай Улучай в труде «Жёны и дочери султанов» даёт ей имя «Тачлы́-хату́н» (тур. Taçlı Hatun). Османист Энтони Олдерсон в «Структуре Османской династии» называет её «Таджлу́-хату́н» (тур. Taclu Hatun).

## Биография
О годе и месте рождения Таджлы-хатун никаких данных нет, остальная её биография известна благодаря труду «История Османов» Лютфи-паше.
Таджлы была дочерью Хулефа, вали сефевидского Багдада и женой персидского шаха Исмаила I. Она попала в плен во время Чалдыранской битвы в 1514 году. 23 августа 1514 года Таджлы-хатун стала наложницей Селима I. Первое время султан удерживал её в своём гареме в лагере, однако потом с согласия богословов, как это случалось и с некоторыми другими его наложницами, отдал её законной женой одному их своих советников — поэту Таджизаде Джаферу-челеби. Все эти действия Селима I, совершённые в отношении Таджлы-хатун, Сакаоглу объясняет желанием султана унизить шаха Исмаила. 
После возвращения в Стамбул в 1515 году Джафер-челеби был казнён, а Таджлы-хатун, за год побывавшая в трёх разных гаремах, овдовела. Дальнейшая её судьба неизвестна.